# Andechy
Andechy é uma comuna francesa na região administrativa de Altos da França, no departamento de Somme. Estende-se por uma área de 7,77 km². Em 2010 a comuna tinha 278 habitantes (densidade: 35,8 hab./km²).